# 百育镇
百育镇，是中华人民共和国广西壮族自治区百色市田阳区下辖的一个乡镇级行政单位。

## 行政区划
百育镇下辖以下地区：
四那村、七联村、百育村、九合村、新民村和六联村。